# Pfarrhaus (Oberottmarshausen)

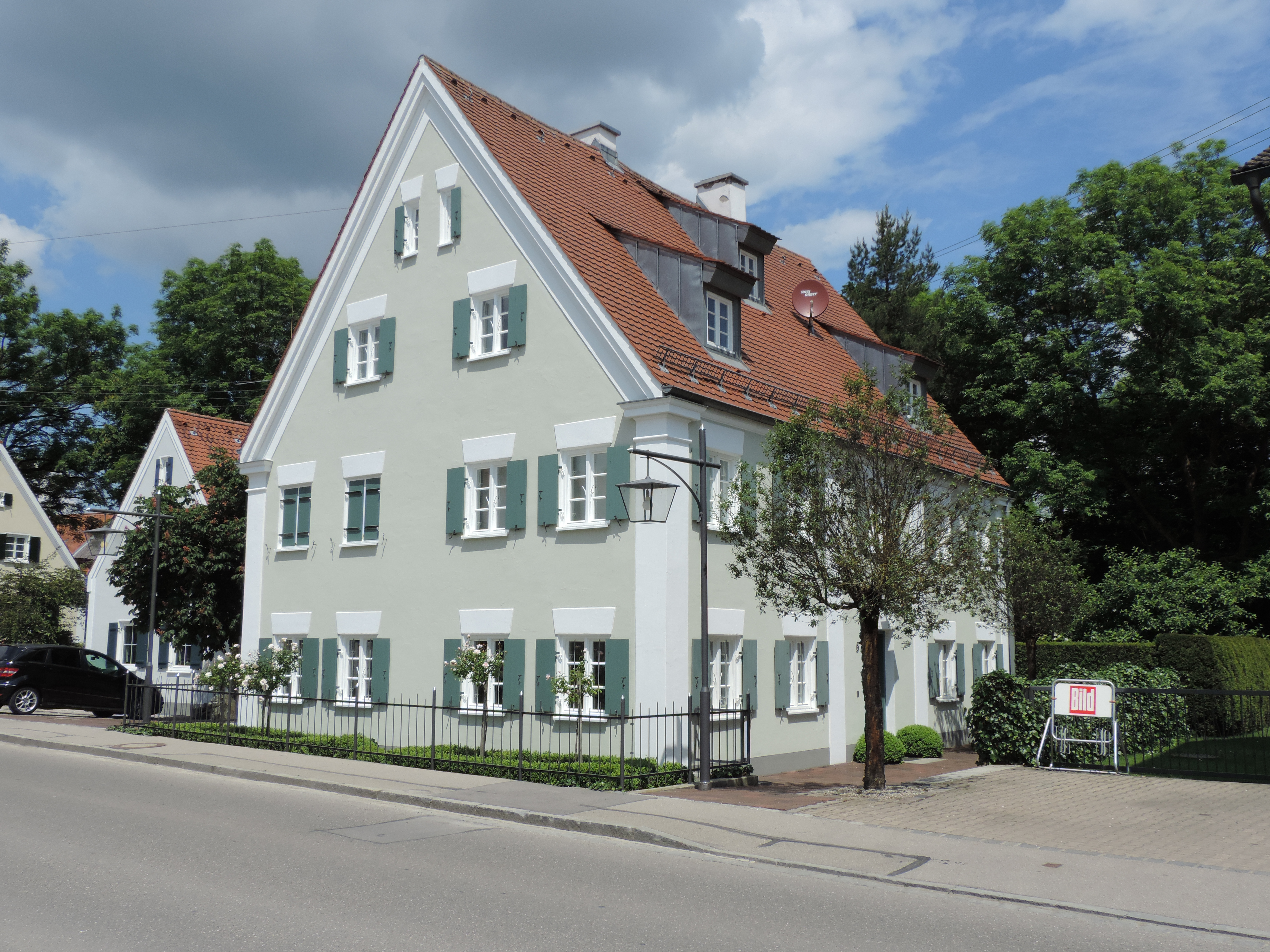
Pfarrhaus in Oberottmarshausen

Das Pfarrhaus in Oberottmarshausen, einer Gemeinde im Landkreis Augsburg im bayerischen Regierungsbezirk Schwaben, wurde um 1715 errichtet. Das Pfarrhaus an der Königsbrunner Straße 5 ist ein geschütztes Baudenkmal.
Der zweigeschossige Massivbau mit Satteldach, Ecklisenen und Putzgliederung wurde im Kern 1715 erbaut und 1792 verändert. Das Haus besitzt vier zu fünf Fensterachsen.